# Corcs
Corc o corcó són els noms comuns de diverses espècies nocives, els trets comuns de les quals és que per nodrir-se, roseguen el seu hoste des de l'interior, de vegades fins a destruir-lo i que porten una vida amagada. Són de diverses espècies i són considerats com a plagues. La majoria dels corcs són erugues i larves de lepidòpters i coleòpters, però també els mol·luscs xilòfags del gènere Teredo, dels quals el més conegut és el corc marí. El concepte no es correspon amb cap grup de la taxonomia linneana dels éssers vius, el tret comú és la vida amagada i els danys a l'hostessa causat dès de l'interior.
Els corcs poden crear danys en l'hàbitat humà, com per exemple els diferents corcs de la fusta que, en ser xilòfags, destrueixen mobles, entramats de teulades, escultures. En l'agricultura, quasi cada espècie té el seu corc, el que explica la frase feta balear «Cada fava té el seu corc, i de vegades dos» que significa que tothom té defectes.
Hi ha el corc de les pomes i les peres (Cydia pomonella), el corc del raïm (Lobesia botrana) que constitueix una plaga a la vinya, encara que també pot viure sobre altres espècies o el corc del suro (Coraebus undatus). El control dels corcs mitjançant pesticides químics s'ha comprovat problemàtic car els residus poden ser nocius per a l'home. De més, la majoria de les larves són de difícil accés en viure amagades al fons dels túnels o altres amagatalls que roseguen dintre del seu hoste, on són invulnerables pels verins químics. Mentrestant que les larves fan la seva acció destructiva durant un terme llarg que pot cobrir fins a quatre anys, l'estadi d'imago, al qual són realment vulnerables, és força efímer. La tècnica de confusió sexual amb trampes que atreuen amb feromones els adults mascles i impedeixen la fertilització de les femelles sembla prometedora en la lluita contra certs corcs.

## Alguns corcs
- Aranyó de l'olivera o Liothrips oleae
- Barrinador de l'escorça, Scolytinae
- Corc o escarabat de la farina
- Barrinador europeu del moresc o del blat de moro, Ostrinia nubilalis
- Corc africà, Lyctus brunneus
- Corc comú, Anobium punctatum
- Corcs de la fusta: diverses espècies xilòfags
- Corc de l'ametller, Scolytus amygdali
- Corc de l'arròs, Sitophilus oryzae
- Corc de la vinya, Sinoxylon sexdentatum
- Corc del blat, Sitophilus granarius
- Corc del pollancre, Cryptorrhynchus lapathi
- Corc de les flors de la perera, Anthonomus pyri
- Corc de les flors de la pomera, Anthonomus pomorum
- Corc de les glans, Curculio elephas
- Corc de les pomes i de les peres, Cydia pomonella
- Corc de les prunes, Grapholita funebrana
- Corc de l'olivera, Phloeotribus scarabaeoides
- Corc de l'om, Scolytus scolytus
- Corc del pa, Stegobium paniceum
- Corc del raïm Lobesia botrana
- Corc dels brots de l'avellaner, Oberea linearis
- Corc dels llibres, Nicobium castaneum
- Corc del suro, Coraebus undatus
- Corc gros, Hylotrupes bajulus (Cerambycidae)
- Corc gros del gra, Tenebroides mauritanicus
- Corc marí, Teredo navalis
- Corc vermell del tronc, Cossus cossus
- Escarabat del rellotge de la mort, Xestobium rufovillosum
- Morrut de les palmeres, Rhynchophorus ferrugineus
- Ernobius mollis
- Pentarthrum huttoni
- Euophryum confini